# S/2006 S 3
S/2006 S 3 es un satélite natural de Saturno. Su descubrimiento fue anunciado por Scott S. Sheppard, David C. Jewitt, Jan Kleyna, y Brian G. Marsdenel 26 de junio de 2006 a partir de observaciones realizadas entre enero y abril de 2006.
S/2006 S 3 tiene alrededor de 6 kilómetros de diámetro, y orbita a Saturno a una distancia media de 21,0763 millones de km en 1142,366 días, con una inclinación de 150,8° respecto a la eclíptica (128,8° del ecuador de saturno), en dirección retrógrada y con una excentricidad de 0,4710.